# Vanessa Nygaard
Vanessa Nygaard, née le 13 mars 1975 à Scottsdale (Arizona), est une joueuse puis entraîneuse américaine de basket-ball. 

## Carrière
Formée aux Cardinal de Stanford sous la houlette de Tara VanDerveer, son bilan est de 113 victoires pour 14 défaites et atteint trois fois le Final Four. Elle est choisie en 39e position de la draft WNBA 1998. Elle joue un rôle secondaire pendant ses cinq saisons WNBA, mais est remarquée par l'entraîneur du Sol de Miami Ron Rothstein qui l'invite à faire carrière dans le coaching. Elle joue également en Europe, en 1998 en Italie, en 1999 en Espagne, puis 2001 en Allemagne.
Encore joueuse, elle devient entraîneuse assistante à l'université de Long Beach State en 2003-2004, puis l'année suivante et pour quatre saisons aux Waves de Pepperdine. En 2008, elle est nommée en 2008 entraîneuse assistante des Silver Stars de San Antonio, qui atteignent les Finales mais sont battues par le Shock de Détroit. En 2009, elle est entraîneuse assistante des Mystics de Washington en 2009. Depuis 2012, elle est entraîneuse à la Windward School de Los Angeles, où elle remporte trois titres de la Californie (2013, 2017, 2018), où elle forme Jordin Canada et Charisma Osborne. Elle rejoint USA Basketball en 2017 comme entraîneuse assistante, avec l'équipe U16, puis de la coupe U17 de 2018.
En 2021, elle devient parallèlement entraîneuse assistante de Bill Laimbeer aux Aces de Las Vegas, puis en janvier 2022, elle est nommée entraîneuse principale du Mercury de Phoenix.